# Aleksandr Alekseevič Gorskij
Aleksandr Alekseevič Gorskij (San Pietroburgo, 1871 – Mosca, 1924) è stato un coreografo russo.
Avviò la carriera di ballerino al teatro Mariinskij, ove fu probabilmente il più importante solista dell'epoca. Divenuto docente di notazione della danza, nel 1902 mise in scena una versione arditamente rivisitata del Don Chisciotte di Marius Petipa.
Acquisita notevole fama, rivisitò nel 1905 La figlia del faraone, nel 1908 Raymonda, nel 1911 Giselle e nel 1919 Lo schiaccianoci di Petipa.
Fu inoltre fertile autore di coreografie originali; tra queste Sten'ka Razin (1918), sul celebre cosacco, e la Danza di Salomè del 1921.